# Simon Yacoub
Simon Yacoub (* 9. června 1989 v Lipsku, Německá demokratická republika) je německý zápasník–judista, který od roku 2014 reprezentuje zemi svého otce Palestinu.

## Sportovní kariéra
Pochází z multikulturní rodiny, otec Arab-Palestinec, matka Němka. S judem začínal v 5 letech v rodném Lipsku. V roce 2010 se neprosadil v německé seniorské reprezentaci a judu se věnoval pro radost. V roce 2014 se dohodl s Palestinským olympijským výborem na startu za Palestinu, rodiště svého otce. V roce 2016 obdržel od tripartitní komise pozvánku k účasti na olympijských hrách v Riu, kde vypadl v prvním kole.

## Výsledky
| Turnaj            | 2014            | 2015            | 2016            |  |
| Turnaj            | 25              | 26              | 27              |  |
| Turnaj            | superlehká váha | superlehká váha | superlehká váha |  |
| ----------------- | --------------- | --------------- | --------------- |  |
| Olympijské hry    |                 |                 | úč.             |  |
| Mistrovství světa | úč.             | úč.             |                 |  |
| Asijské hry       | x               |                 |                 |  |
| Mistrovství Asie  |                 | —               | úč.             |  |